# Associazione Calcio Venezia 1951-1952
Questa voce raccoglie le informazioni riguardanti l'Associazione Calcio Venezia nelle competizioni ufficiali della stagione 1951-1952.

## Rosa
| N. |                   | Ruolo | Calciatore        |
| -- | ----------------- | ----- | ----------------- |
|    | Italia (bandiera) | P     | Corinno Facci     |
|    | Italia (bandiera) | P     | Ideo Stefani      |
|    | Italia (bandiera) | D     | Pietro Bacchini   |
|    | Italia (bandiera) | D     | Glauco Ferron     |
|    | Italia (bandiera) | D     | Renato Lucchi     |
|    | Italia (bandiera) | C     | Cesare Bianchini  |
|    | Italia (bandiera) | C     | Gino Calcaterra   |
|    | Italia (bandiera) | C     | Pietro Castignani |
|    | Italia (bandiera) | C     | Armando Castioni  |
|    | Italia (bandiera) | C     | Lino Cauzzo       |

| N. |                   | Ruolo | Calciatore           |
| -- | ----------------- | ----- | -------------------- |
|    | Italia (bandiera) | C     | Serafino Conti       |
|    | Italia (bandiera) | C     | Benedetto De Angelis |
|    | Italia (bandiera) | C     | Lenci                |
|    | Italia (bandiera) | C     | Gastone Nordio       |
|    | Italia (bandiera) | C     | Cesare Presca        |
|    | Italia (bandiera) | A     | Valerio Ampollini    |
|    | Italia (bandiera) | A     | Mario Capelli        |
|    | Italia (bandiera) | A     | Pietro Degano        |
|    | Italia (bandiera) | A     | Giorgio Stivanello   |
|    | Italia (bandiera) | A     | Sergio Vergazzola    |

## Risultati

### Campionato

#### Girone di andata
| 9 settembre 1951 1ª giornata | Venezia | 1 – 4 | Genoa |  |

| 16 settembre 1951 2ª giornata | Piombino | 3 – 0 | Venezia |  |

| 7 ottobre 1979 3ª giornata | Venezia | 0 – 0 | L.R. Vicenza |  |

| 11 marzo 4ª giornata | Treviso | 1 – 0 | Venezia |  |

| 7 ottobre 1951 5ª giornata | Venezia | 1 – 2 | Messina |  |

| 14 ottobre 1951 6ª giornata | Venezia | 0 – 0 | Siracusa |  |

| 21 ottobre 1951 7ª giornata | Roma | 2 – 0 | Venezia |  |

| 7 settembre 1997 8ª giornata | Venezia | 1 – 1 | Stabia |  |

| 4 novembre 1951 9ª giornata | Reggiana | 2 – 0 | Venezia |  |

| 18 novembre 1951 10ª giornata | Venezia | 1 – 1 | Livorno |  |

| 2 dicembre 1951 11ª giornata | Verona | 2 – 2 | Venezia |  |

| 20 gennaio 1952 12ª giornata | Venezia | 1 – 0 | Pisa |  |

| 16 dicembre 1951 13ª giornata | Brescia | 2 – 2 | Venezia |  |

| 14 dicembre 14ª giornata | Marzotto Valdagno | 0 – 0 | Venezia |  |

| 30 dicembre 1951 15ª giornata | Venezia | 2 – 1 | Monza |  |

| 6 gennaio 1952 16ª giornata | Venezia | 5 – 3 | Fanfulla |  |

| 21 dicembre 1947 17ª giornata | Salernitana | 1 – 1 | Venezia |  |

| 17 novembre 18ª giornata | Venezia | 4 – 1 | Catania |  |

| 21 settembre 1958 19ª giornata | Zenit Modena | 1 – 1 | Venezia |  |

#### Girone di ritorno
| 3 febbraio 1952 20ª giornata | Genoa | 2 – 2 | Venezia |  |

| 10 febbraio 1952 21ª giornata | Venezia | 0 – 0 | Piombino |  |

| 17 febbraio 1952 22ª giornata | Vicenza | 2 – 0 | Venezia |  |

| 2 marzo 1952 23ª giornata | Venezia | 1 – 0 | Treviso |  |

| 9 marzo 1952 24ª giornata | Messina | 2 – 0 | Venezia |  |

| 16 marzo 1952 25ª giornata | Siracusa | 3 – 1 | Venezia |  |

| 23 marzo 1952 26ª giornata | Venezia | 2 – 2 | Roma |  |

| 30 marzo 1952 27ª giornata | Stabia | 2 – 1 | Venezia |  |

| 6 aprile 1952 28ª giornata | Venezia | 1 – 0 | Reggiana |  |

| 13 aprile 1952 29ª giornata | Livorno | 2 – 0 | Venezia |  |

| 20 aprile 1952 30ª giornata | Venezia | 1 – 0 | Verona |  |

| 27 aprile 1952 31ª giornata | Pisa | 0 – 0 | Venezia |  |

| 4 maggio 1952 32ª giornata | Venezia | 0 – 0 | Brescia |  |

| 11 maggio 1952 33ª giornata | Venezia | 2 – 1 | Marzotto Valdagno |  |

| 25 maggio 1952 34ª giornata | Monza | 1 – 0 | Venezia |  |

| 1º giugno 1952 35ª giornata | Fanfulla | 1 – 0 | Venezia |  |

| 8 giugno 1952 36ª giornata | Venezia | 4 – 0 | Salernitana |  |

| 15 giugno 1952 37ª giornata | Catania | 2 – 0 | Venezia |  |

| 22 giugno 1952 38ª giornata | Venezia | 1 – 0 | Modena |  |

## Statistiche

### Statistiche di squadra
| Competizione | Punti | In casa | In casa | In casa | In casa | In casa | In casa | In trasferta | In trasferta | In trasferta | In trasferta | In trasferta | In trasferta | Totale | Totale | Totale | Totale | Totale | Totale | DR |
| Competizione | Punti | G       | V       | N       | P       | Gf      | Gs      | G            | V            | N            | P            | Gf           | Gs           | G      | V      | N      | P      | Gf     | Gs     | DR |
| ------------ | ----- | ------- | ------- | ------- | ------- | ------- | ------- | ------------ | ------------ | ------------ | ------------ | ------------ | ------------ | ------ | ------ | ------ | ------ | ------ | ------ | -- |
| Serie B      | 34    | 19      | 10      | 7       | 2       | 28      | 16      | 19           | 0            | 7            | 12           | 10           | 31           | 38     | 10     | 14     | 14     | 38     | 47     | -9 |

### Statistiche dei giocatori
| Giocatore     | Serie B  | Serie B |
| Giocatore     | Presenze | Reti    |
| ------------- | -------- | ------- |
| V. Ampollini  | 22       | 2       |
| P. Bacchini   | 38       | 0       |
| C. Bianchini  | 3        | 1       |
| G. Calcaterra | 8        | 2       |
| M. Capelli    | 30       | 6       |
| P. Castignani | 32       | 1       |
| A. Castioni   | 21       | 1       |
| L. Cauzzo     | 22       | 1       |
| S. Conti      | 27       | 4       |
| B. De Angelis | 24       | 0       |
| P. Degano     | 6        | 0       |
| C. Facci      | 22       | -26     |
| G. Ferron     | 25       | 0       |
| C. Lenci      | 19       | 3       |
| R. Lucchi     | 13       | 0       |
| G. Nordio     | 27       | 2       |
| C. Presca     | 28       | 1       |
| I. Stefani    | 16       | -21     |
| G. Stivanello | 7        | 1       |
| S. Vergazzola | 28       | 12      |